# Ophiorrhiza oblongilimba
Ophiorrhiza oblongilimba är en måreväxtart som beskrevs av Elmer Drew Merrill. Ophiorrhiza oblongilimba ingår i släktet Ophiorrhiza och familjen måreväxter. Inga underarter finns listade i Catalogue of Life.